# 関ジャニ∞TV
『関ジャニ∞TV』（かんジャニエイト ティーヴィー）および『SUPER EIGHT TV』（スーパーエイト ティーヴィー）は、2019年11月1日から配信されているSUPER EIGHTのファンクラブ会員限定動画コンテンツ。
本コンテンツ開始当初は自身のライブツアー『関ジャニ∞ 47都道府県ツアー UPDATE』の裏側等の同ツアーに関する動画を公開していたが、新型コロナウイルス「COVID-19」の感染拡大の影響による、2020年3月11日以降の全公演中止後は、同ツアーに関する動画のみならず、グループに関する様々な種類の動画を公開している。

## 概要
本コンテンツは、自身のライブツアー『関ジャニ∞ 47都道府県ツアー UPDATE』の連動オンライン企画として配信が開始された。『関ジャニ∞ファンクラブ』会員限定サービスとなる。
メンバーの大倉忠義は、本コンテンツに対して「ツアーの裏側だったり、一緒に旅している映像を作れたら」とコメントしており、前述の47都道府県ツアーが新型コロナウイルスの影響により中止となる前は、同ツアーに関する動画を、中止後は関ジャニ∞に関する様々な種類の動画を公開している。

## 配信リスト

### 2019年
| 回 | 配信日   | 配信時 | タイトル                             |
| -- | -------- | ------ | ------------------------------------ |
| 1  | 11月1日  | 11:00  | The beginning of 47.                 |
| 2  | 11月6日  | 21:50  | 2019.11.06 OSAKA                     |
| 3  | 11月13日 | 18:00  | （無題）                             |
| 4  | 11月17日 | 12:00  | #47bestdiary #OSAKA                  |
| 5  | 11月18日 | 18:30  | 2019.11.17 MIYAZAKI                  |
| 6  | 11月20日 | 12:00  | #47bestdiary #MIYAZAKI               |
| 7  | 11月21日 | 18:00  | 2019.11.20 ホームビデオ              |
| 8  | 11月27日 | 12:00  | 2019.11.26 丸の大切な日              |
| 9  | 11月28日 | 19:30  | なぐりガキBoy-T for Mステ            |
| 10 | 11月29日 | 20:00  | ?????                                |
| 11 | 11月30日 | 14:00  | ぼっち飯 vol.1大分                   |
| 12 | 11月30日 | 20:00  | 福岡の夜更けたい                     |
| 13 | 12月1日  | 11:00  | 「友よ」買ってみた                   |
| 14 | 12月2日  | 12:30  | 丸の大切ご飯                         |
| 15 | 12月2日  | 18:00  | #47bestdiary #KUMAMOTO #FUKUOKA      |
| 16 | 12月14日 | 12:00  | 2019.12.13 スター誕生                |
| 17 | 12月15日 | 18:00  | 丸の大切ご飯#2                       |
| 18 | 12月16日 | 12:00  | #47bestdiary #OITA #NAGASAKI         |
| 19 | 12月24日 | 19:00  | #夜な夜なクリスマス会                |
| 20 | 12月25日 | 12:00  | X'masカオス会                        |
| 21 | 12月28日 | 12:00  | #47bestdiary #OKAYAMA #HIROSHIMA     |
| 22 | 12月31日 | 12:00  | 関ジャニ∞が歌ってみた～2019大晦日ver |

### 2020年
| 回  | 配信日   | 配信時 | タイトル                                            |
| --- | -------- | ------ | --------------------------------------------------- |
| 23  | 1月1日   | 12:00  | 新年のご挨拶                                        |
| 24  | 1月2日   | 12:00  | UPDATE 2019→2020                                    |
| 25  | 1月10日  | 12:00  | 緊急会議                                            |
| 26  | 1月13日  | 12:00  | 丸の大切ご飯#3                                      |
| 27  | 1月17日  | 12:00  | 丸の大切ご飯#4                                      |
| 28  | 1月26日  | 12:00  | ナスの大切な日                                      |
| 29  | 1月29日  | 18:00  | #47bestdiary #EHIME #KOCHI #CHIBA                   |
| 30  | 1月31日  | 12:00  | 丸の大切ご飯#5                                      |
| 31  | 1月31日  | 18:00  | ゴットマルセカンドの大向こうレクチャー              |
| 32  | 2月8日   | 12:00  | ペロンペロン中                                      |
| 33  | 2月8日   | 18:00  | 丸の大切ご飯#6                                      |
| 34  | 2月10日  | 16:00  | くら散歩                                            |
| 35  | 2月12日  | 12:00  | 丸の大切ご飯#7                                      |
| 36  | 2月13日  | 16:00  | 関ジャニ∞移動中                                     |
| 37  | 2月13日  | 18:00  | 丸の大切ご飯#8                                      |
| 38  | 2月15日  | 18:00  | ひとりで歌ってみた。                                |
| 39  | 2月16日  | 18:00  | 丸の大切ご飯#9                                      |
| 40  | 2月18日  | 14:00  | 香川ぶらり旅 前編                                   |
| 41  | 2月18日  | 18:00  | 香川ぶらり旅 後編                                   |
| 42  | 2月22日  | 18:00  | INFINITY RECORDS 歴代1位シングル記念 Special Movie  |
| 43  | 3月3日   | 17:00  | ヒナ祭り                                            |
| 44  | 3月4日   | 18:00  | #47bestdiary #YAMANASHI #SHIGA #KYOTO               |
| 45  | 3月5日   | 16:00  | #47bestdiary #NARA #WAKAYAMA #HYOGO                 |
| 46  | 3月5日   | 16:00  | #47bestdiary #YAMAGUCHI #KAGAWA #TOKUSHIMA          |
| 47  | 3月8日   | 20:00  | きっとうまくいく                                    |
| 48  | 3月9日   | 8:00   | ∞o’clock #1                                         |
| 49  | 3月10日  | 8:00   | ∞o’clock #2                                         |
| 50  | 3月11日  | 8:00   | ∞o’clock #3                                         |
| 51  | 3月12日  | 8:00   | ∞o’clock #4                                         |
| 52  | 3月13日  | 8:00   | ∞o’clock #5                                         |
| 53  | 3月18日  | 20:00  | #We will shine tomorrow                             |
| 54  | 3月28日  | 18:30  | TATAMIで∞ 談合                                      |
| 55  | 3月29日  | 15:00  | 「Johnny's World Happy LIVE with YOU」告知!         |
| 56  | 4月3日   | 16:00  | TATAMIで∞ 反復                                      |
| 57  | 4月6日   | 12:00  | 株主総会                                            |
| 58  | 4月8日   | 20:00  | TATAMIで∞ 自縄自縛                                  |
| 59  | 4月10日  | 20:00  | TATAMIで∞ 暴露                                      |
| 60  | 4月13日  | 8:00   | モーニング関ジャーニー #1                           |
| 61  | 4月14日  | 8:00   | モーニング関ジャーニー #2                           |
| 62  | 4月15日  | 8:00   | モーニング関ジャーニー #3                           |
| 63  | 4月16日  | 8:00   | モーニング関ジャーニー #4                           |
| 64  | 4月17日  | 8:00   | モーニング関ジャーニー #5                           |
| 65  | 4月20日  | 8:00   | モーニング関ジャーニー #6                           |
| 66  | 4月21日  | 8:00   | モーニング関ジャーニー #7                           |
| 67  | 4月22日  | 8:00   | モーニング関ジャーニー #8                           |
| 68  | 4月23日  | 8:00   | モーニング関ジャーニー #9                           |
| 69  | 4月24日  | 8:00   | モーニング関ジャーニー #10                          |
| 70  | 4月27日  | 8:00   | モーニング関ジャーニー #11                          |
| 71  | 4月27日  | 14:00  | 関ジャニ∞ あなたの心を電波ジャック①                 |
| 72  | 4月27日  | 16:00  | 関ジャニ∞ あなたの心を電波ジャック②                 |
| 73  | 4月27日  | 18:00  | 関ジャニ∞ あなたの心を電波ジャック③                 |
| 74  | 4月27日  | 20:00  | 関ジャニ∞ あなたの心を電波ジャック④                 |
| 75  | 4月27日  | 22:00  | 関ジャニ∞ あなたの心を電波ジャック⑤                 |
| 76  | 4月28日  | 0:00   | 関ジャニ∞ あなたの心を電波ジャックfinal             |
| 77  | 4月28日  | 8:00   | モーニング関ジャーニー #12                          |
| 78  | 4月29日  | 8:00   | モーニング関ジャーニー #13                          |
| 79  | 4月29日  | 20:00  | 決起集会                                            |
| 80  | 4月30日  | 8:00   | モーニング関ジャーニー #14                          |
| 81  | 5月1日   | 8:00   | モーニング関ジャーニー #15                          |
| 82  | 5月3日   | 20:00  | 中間報告                                            |
| 83  | 5月4日   | 8:00   | モーニング関ジャーニー #16                          |
| 84  | 5月5日   | 8:00   | モーニング関ジャーニー #17                          |
| 85  | 5月6日   | 8:00   | モーニング関ジャーニー #18                          |
| 86  | 5月6日   | 21:00  | 公式Twitter10万人突破。Thank you movie.             |
| 87  | 5月7日   | 8:00   | モーニング関ジャーニー #19                          |
| 88  | 5月8日   | 8:00   | モーニング関ジャーニー #20                          |
| 89  | 5月8日   | 12:00  | MORINAGA×関ジャニ∞                                  |
| 90  | 5月10日  | 20:00  | 御礼                                                |
| 91  | 5月11日  | 8:00   | モーニング関ジャーニー #21                          |
| 92  | 5月12日  | 8:00   | モーニング関ジャーニー #22                          |
| 93  | 5月13日  | 8:00   | モーニング関ジャーニー #23                          |
| 94  | 5月14日  | 8:00   | モーニング関ジャーニー #24                          |
| 95  | 5月15日  | 8:00   | モーニング関ジャーニー #25                          |
| 96  | 5月15日  | 21:30  | 丸ちゃんの「早くみんなに会いたい」                  |
| 97  | 5月16日  | 20:00  | 遂に登場エイトレンジャー！〜地球を救おうの巻〜      |
| 98  | 5月17日  | 20:00  | 歌詞報告①                                           |
| 99  | 5月18日  | 20:00  | グッドナイト関ジャーニー #1                         |
| 100 | 5月19日  | 20:00  | グッドナイト関ジャーニー #2                         |
| 101 | 5月20日  | 20:00  | グッドナイト関ジャーニー #3                         |
| 102 | 5月21日  | 20:00  | グッドナイト関ジャーニー #4                         |
| 103 | 5月22日  | 20:00  | グッドナイト関ジャーニー #5                         |
| 104 | 5月24日  | 20:00  | 歌詞報告②完成!?                                     |
| 105 | 5月25日  | 20:00  | グッドナイト関ジャーニー #6                         |
| 106 | 5月26日  | 20:00  | グッドナイト関ジャーニー #7                         |
| 107 | 5月27日  | 20:00  | グッドナイト関ジャーニー #8                         |
| 108 | 5月28日  | 20:00  | グッドナイト関ジャーニー #9                         |
| 109 | 5月29日  | 20:00  | グッドナイト関ジャーニー #10                        |
| 110 | 6月1日   | 20:00  | アドリブおとぎ話 リベンジ公演!?                     |
| 111 | 6月12日  | 20:00  | 再び登場エイトレンジャー!〜地球を救おうの巻〜 その2 |
| 112 | 12月25日 | 16:00  | #Xmasプレゼント交換会                               |
| 113 | 12月26日 | 16:00  | 横山より今年のご挨拶                                |
| 114 | 12月27日 | 16:00  | 村上より今年のご挨拶                                |
| 115 | 12月28日 | 16:00  | 丸山より今年のご挨拶                                |
| 116 | 12月29日 | 16:00  | 安田より今年のご挨拶                                |
| 117 | 12月30日 | 16:00  | 大倉より今年のご挨拶                                |
| 118 | 12月31日 | 16:00  | 関ジャニ∞2020年ダイジェスト！                       |

### 2021年
| 回  | 配信日   | 配信時 | タイトル                                                                           |
| --- | -------- | ------ | ---------------------------------------------------------------------------------- |
| 119 | 1月1日   | 16:00  | 関ジャニ∞より新年のご挨拶                                                          |
| 120 | 1月11日  | 13:30  | 一年前は、2020年初ステージの日でした。 Dance ver.                                  |
| 121 | 1月11日  | 13:30  | 2020Band ver.                                                                      |
| 122 | 1月21日  | 20:00  | 告知は突然に                                                                       |
| 123 | 2月5日   | 12:00  | ∞キャスト #1 完全版                                                                |
| 124 | 2月6日   | 12:00  | ∞キャスト #2 完全版                                                                |
| 125 | 2月7日   | 12:00  | ∞キャスト #3 完全版                                                                |
| 126 | 2月8日   | 12:00  | ∞キャスト #4 完全版                                                                |
| 127 | 2月9日   | 12:00  | ∞キャスト #5 完全版                                                                |
| 128 | 2月10日  | 12:00  | ∞キャスト #6 完全版                                                                |
| 129 | 3月13日  | 20:00  | フルコーラスVer.                                                                   |
| 130 | 7月7日   | 20:00  | 久しぶりやな!～七夕～                                                              |
| 131 | 7月14日  | 18:00  | Johnny'sWeb「関ジャニ戦隊∞ レンジャー」の近況を読んでみよう #1                     |
| 132 | 7月21日  | 18:00  | Johnny'sWeb「関ジャニ戦隊∞ レンジャー」の近況を読んでみよう #2                     |
| 133 | 7月28日  | 18:00  | Johnny'sWeb「関ジャニ戦隊∞ レンジャー」の近況を読んでみよう #3                     |
| 134 | 8月1日   | 20:00  | 凛                                                                                 |
| 135 | 8月4日   | 18:00  | Johnny'sWeb「関ジャニ戦隊∞ レンジャー」の近況を読んでみよう #4                     |
| 136 | 8月8日   | 12:00  | 『エイトの日』                                                                     |
| 137 | 8月11日  | 20:00  | 近況                                                                               |
| 138 | 8月18日  | 18:00  | お便りありがとな! <村上>                                                           |
| 139 | 8月25日  | 18:00  | 祝 関西デビュー日!!                                                                |
| 140 | 8月26日  | 18:00  | ～オリジナルアルバム発売決定～                                                     |
| 141 | 9月1日   | 18:00  | お便りありがとな! <丸山>                                                           |
| 142 | 9月2日   | 20:00  | インスタライブ∞の裏側                                                              |
| 143 | 9月6日   | 20:00  | 丸山・安田・大倉 入所日!                                                           |
| 144 | 9月8日   | 18:00  | お便りありがとな! <安田>                                                           |
| 145 | 9月15日  | 18:00  | お便りありがとな! <横山>                                                           |
| 146 | 9月22日  | 20:00  | 祝!!全国デビュー日&エイターへのお知らせpart①                                       |
| 147 | 9月22日  | 20:00  | 祝!!全国デビュー日&エイターへのお知らせpart②                                       |
| 148 | 9月29日  | 20:00  | 関ジャムFES∞の裏側                                                                 |
| 149 | 10月1日  | 18:00  | エイターへ追加情報!!なんと…!?                                                      |
| 150 | 10月8日  | 18:00  | 大倉忠義のウィークエンド                                                           |
| 151 | 10月15日 | 18:00  | ぷらいべえいと                                                                     |
| 152 | 10月22日 | 18:00  | ツアーグッズできたで! あと、みんなにお願いあんねん!                                |
| 153 | 10月29日 | 18:00  | ぼちぼち大切なお知らせ                                                             |
| 154 | 10月31日 | 18:00  | KANJANI8 Presents HALLOWEEN FASHION SHOW                                           |
| 155 | 11月10日 | 18:00  | 「8BEAT」Eighter盤収録 アルバム制作ドキュメント映像「∞のBEATができるまで」ティザー |
| 156 | 11月17日 | 18:00  | 「8BEAT」開封式 by オールナイトニッポン                                            |
| 157 | 11月20日 | 18:00  | #Eighterに出会えてよかった                                                         |
| 158 | 11月24日 | 18:00  | まるちゃんのここだけグルメレポ 北海道編                                            |
| 159 | 12月1日  | 18:00  | ヤスのルーティン                                                                   |
| 160 | 12月14日 | 20:00  | 村上信五∞独り言検証中                                                              |
| 161 | 12月24日 | 15:00  | 横山WALK                                                                           |
| 162 | 12月25日 | 20:30  | クリスマスプレゼント交換会 2021                                                    |

### 2022年
| 回  | 配信日   | 配信時 | タイトル                                                                |
| --- | -------- | ------ | ----------------------------------------------------------------------- |
| 163 | 1月12日  | 20:00  | 隠しカメラ?                                                             |
| 164 | 1月23日  | 12:30  | 安田ソロコメンタリー                                                    |
| 165 | 1月23日  | 13:30  | 横山ソロコメンタリー                                                    |
| 166 | 1月23日  | 14:30  | 村上ソロコメンタリー                                                    |
| 167 | 1月23日  | 15:30  | 丸山ソロコメンタリー                                                    |
| 168 | 1月23日  | 16:30  | 大倉ソロコメンタリー                                                    |
| 169 | 1月23日  | 16:30  | eighterほんまありがとうな!最後まで一緒に駆け抜けようぜ                  |
| 170 | 4月13日  | 20:00  | 皆さんお待たせしました!!                                                |
| 171 | 5月11日  | 20:00  | マネプレ企画〜横山裕〜                                                  |
| 172 | 6月1日   | 18:00  | ロゴ解禁されたで!                                                       |
| 173 | 6月2日   | 18:00  | 【ヨコヒナちゃんねる】 18祭!曲をリクエストして楽しみな祭!               |
| 174 | 6月18日  | 22:00  | 着々と…!                                                                |
| 175 | 6月21日  | 18:00  | 【ヨコヒナちゃんねる】 18祭!曲をリクエストして楽しみな祭!#2             |
| 176 | 6月27日  | 20:00  | Sidekick☆                                                               |
| 177 | 6月28日  | 18:00  | 【ヨコヒナちゃんねる（ゲスト：丸山）】 18祭!うちわを用意して楽しみな祭! |
| 178 | 7月5日   | 18:00  | 【ヨコヒナちゃんねる（ゲスト：安田）】 18祭!グッズを持って楽しみな祭!   |
| 179 | 7月6日   | 20:00  | TikTokにチャレンジしてみた                                              |
| 180 | 7月9日   | 18:00  | 喝采                                                                    |
| 181 | 7月12日  | 18:00  | 【ヨコヒナちゃんねる】 18祭!楽しみな祭!本番直前!                        |
| 182 | 7月16日  | 12:00  | 18祭??                                                                  |
| 183 | 7月21日  | 20:00  | マネプレ企画〜大倉忠義〜                                                |
| 184 | 7月24日  | 20:30  | 速報です!                                                               |
| 185 | 7月31日  | 20:00  | 【ヨコヒナちゃんねる】 ヨコヒナちゃんねる〜アプリ編〜                   |
| 186 | 8月2日   | 20:00  | パンツの日                                                              |
| 187 | 8月16日  | 20:00  | ジャンボやー!!                                                          |
| 188 | 8月25日  | 20:00  | 19年目!!                                                                |
| 189 | 8月31日  | 20:00  | まるちゃんの自分メシ                                                    |
| 190 | 9月11日  | 20:00  | マネプレ企画〜安田章大〜                                                |
| 191 | 9月17日  | 20:00  | アヒル箱チェック フルver.                                               |
| 192 | 9月22日  | 8:00   | 情報解禁やで!                                                           |
| 193 | 9月22日  | 20:00  | キャンジャニ∞TV                                                         |
| 194 | 10月6日  | 20:00  | フィルターで遊んでみた。                                                |
| 195 | 10月13日 | 20:00  | めちゃデカLIVE Photoカード                                              |
| 196 | 10月20日 | 20:00  | ○散歩                                                                   |
| 197 | 11月10日 | 20:00  | 【ヨコヒナちゃんねる】 18祭!冬も楽しみな祭!                             |
| 198 | 11月17日 | 8:00   | 【ヨコヒナちゃんねる】 18祭!冬もグッズを持って楽しみな祭!               |
| 199 | 11月17日 | 20:00  | 大倉くんの料理講座                                                      |
| 200 | 11月24日 | 20:00  | 【ヨコヒナちゃんねる】 18祭!夏の復習をして楽しみな祭!                   |
| 201 | 11月26日 | 20:00  | マネプレ企画〜丸山隆平〜                                                |
| 202 | 12月1日  | 20:00  | 【ヨコヒナちゃんねる】 18祭!丸山の復習をして楽しみな祭!                 |
| 203 | 12月15日 | 18:00  | 【ヨコヒナちゃんねる】 18祭!ERライトを設定して楽しみな祭!               |
| 204 | 12月16日 | 18:00  | 【ヨコヒナちゃんねる】 いよいよ明日!18祭!楽しみな祭!                    |
| 205 | 12月25日 | 12:00  | クリスマスプレゼント交換会 2022                                         |
| 206 | 12月26日 | 8:00   | 会報43号 GACHI TRUMP GAME                                               |
| 207 | 12月31日 | 20:00  | 2022年、ありがとうな!!                                                  |

### 2023年
| 回  | 配信日   | 配信時 | タイトル                                               |
| --- | -------- | ------ | ------------------------------------------------------ |
| 208 | 1月16日  | 20:00  | 2022年 年末大清算!?                                    |
| 209 | 1月26日  | 20:00  | マネプレ企画〜村上信五〜                               |
| 210 | 3月17日  | 8:00   | 朝早いけど、見てくれてるか!?                           |
| 211 | 5月12日  | 20:00  | 関ジャニ∞TV誕生日企画〜クイズ横山裕〜                  |
| 212 | 5月24日  | 20:00  | 「未完成」チャレンジ音声ありver.                       |
| 213 | 5月31日  | 20:00  | 関ジャニ∞TV誕生日企画〜クイズ大倉忠義〜                |
| 214 | 6月10日  | 20:00  | 大倉さんの誕生日プレゼントは何? from「クイズ大倉忠義」 |
| 215 | 6月12日  | 20:00  | ショートムービー ∞すべり台∞                            |
| 216 | 6月18日  | 20:00  | 村上信五のドライブスルー                               |
| 217 | 6月28日  | 22:30  | 「KANJANI∞ DOME LIVE 18祭」発売記念動画                |
| 218 | 7月2日   | 20:00  | 丸ちゃんカラオケチャレンジ企画!!                       |
| 219 | 7月13日  | 20:00  | 7/14(金)20:00 YouTubeプレミア公開!                     |
| 220 | 7月28日  | 20:00  | ショートムービー∞素振り∞                               |
| 221 | 8月7日   | 20:00  | ショートムービー∞お手伝い∞                             |
| 222 | 8月14日  | 12:00  | ROCK IN JAPAN FESTIVAL 2023 本番前動画!!               |
| 223 | 8月15日  | 20:00  | ペイズリー!!                                           |
| 224 | 9月11日  | 20:00  | 関ジャニ∞TV誕生日企画〜クイズ安田章大〜                |
| 225 | 9月13日  | 20:00  | 安田さんの誕生日プレゼントは何? from「クイズ安田章大」 |
| 226 | 9月22日  | 20:00  | 全国デビュー日!〜20年目の始まり〜                      |
| 227 | 10月2日  | 22:00  | 20231002                                               |
| 228 | 10月12日 | 20:00  | たくさんのアイデアありがとう!                          |
| 229 | 10月18日 | 20:00  | ショートムービー∞日向ぼっこ∞                           |
| 230 | 10月27日 | 20:00  | MARU in Hawaii 〜前編〜                                |
| 231 | 10月28日 | 20:00  | MARU in Hawaii 〜後編〜                                |
| 232 | 10月30日 | 20:00  | ショートムービー∞夕日∞                                 |
| 233 | 11月26日 | 20:00  | 関ジャニ∞TV誕生日企画〜クイズ丸山隆平〜                |
| 234 | 12月23日 | 20:00  | プライベートの友人が現場に来てしまったときの演技       |
| 235 | 12月24日 | 20:00  | クリスマスプレゼント交換会 2023                        |
| 236 | 12月31日 | 20:00  | 2023年、ありがとうな!!                                 |

### 2024年
| 回  | 配信日  | 配信時 | タイトル                                               | 備考      |
| --- | ------- | ------ | ------------------------------------------------------ | --------- |
| 237 | 1月1日  | 14:00  | 14時だョ!全員集合!!!!! 〜A Happy New いやーん〜        | [ 注 35 ] |
| 238 | 1月8日  | 20:00  | ショートムービー∞バスケットボール∞                     |           |
| 239 | 1月17日 | 20:00  | バイ〜ンバイ〜ン《会報オフショット動画》               |           |
| 240 | 1月18日 | 20:00  | 丸山さんの誕生日プレゼントは何? from「クイズ丸山隆平」 |           |
| 241 | 1月25日 | 20:00  | ショートムービー∞ドラム∞                               |           |
| 242 | 1月26日 | 20:00  | 関ジャニ∞TV誕生日企画〜クイズ村上信五〜                |           |
| 243 | 2月4日  | 12:00  | 関ジャニ∞ 新グループ名発表!                            | [ 注 36 ] |

| 回  | 配信日   | 配信時 | タイトル                                                             | 備考      |
| --- | -------- | ------ | -------------------------------------------------------------------- | --------- |
| 244 | 3月9日   | 20:00  | SUPER EIGHT TV ∞ジングル音声録りオフショット!!∞                      |           |
| 245 | 3月10日  | 20:00  | 村上さんの誕生日プレゼントは何? from「クイズ村上信五」               |           |
| 246 | 5月9日   | 0:00   | バースデー企画〜クイズ横山裕2024〜                                   |           |
| 247 | 5月16日  | 0:00   | バースデー企画〜クイズ大倉忠義2024〜                                 |           |
| 248 | 5月16日  | 11:00  | アルバム・アリーナツアー日程解禁!                                    |           |
| 249 | 5月19日  | 20:00  | ツアーに向けて準備中!                                                |           |
| 250 | 6月12日  | 20:00  | 日本ダービー観戦!!                                                   |           |
| 251 | 6月16日  | 20:00  | プレゼント渡しシーン from クイズ横山裕                               |           |
| 252 | 7月4日   | 20:00  | プレゼント渡しシーン from クイズ大倉忠義                             |           |
| 253 | 7月17日  | 20:00  | ショートムービー ∞帽子の試着∞                                        |           |
| 254 | 7月18日  | 18:00  | SUPER EIGHTアルバム 通販限定「EIGHT」盤 開封動画!!                   |           |
| 255 | 7月30日  | 20:00  | ショートムービー ∞会報オフショットinハワイ?∞                         |           |
| 256 | 8月5日   | 20:00  | 「Tadayoshi Ohkura 39 party Go green」オフショット動画!              |           |
| 257 | 8月8日   | 15:00  | 大倉&安田のいつからそうなっちゃったんだ!?アルバム from しゃべくり007 |           |
| 258 | 8月8日   | 20:00  | ドームツアー日程のお知らせ!                                          |           |
| 259 | 8月12日  | 20:00  | 「あの夏のあいまいME feat. SUPER EIGHT」オフショット                 |           |
| 260 | 9月11日  | 0:00   | バースデー企画〜クイズ安田章大2024〜                                 |           |
| 261 | 9月18日  | 20:00  | ご褒美 特産品いただきます!〈横山編〉                                 |           |
| 262 | 9月20日  | 20:00  | バーピージャンプ                                                     |           |
| 263 | 9月22日  | 8:00   | 祝全国デビュー20周年!クイズSUPER EIGHT                               |           |
| 264 | 10月15日 | 20:00  | ご褒美 特産品いただきます!〈大倉編〉                                 |           |
| 265 | 11月1日  | 8:00   | 会報50号 Special Movie                                               |           |
| 266 | 11月22日 | 20:00  | ご褒美 特産品いただきます!〈村上編〉                                 |           |
| 267 | 11月26日 | 0:00   | バースデー企画〜クイズ丸山隆平2024〜                                 |           |
| 268 | 11月29日 | 20:00  | ドームまであと8日!!                                                  |           |
| 269 | 12月1日  | 20:00  | 二十祭 -グッズを紹介しな祭！-                                        |           |
| 270 | 12月2日  | 20:00  | 二十祭 -マイプレイリストを作りな祭！村上編-                          | [ 注 37 ] |
| 271 | 12月3日  | 20:00  | プレゼント渡しシーン from クイズ丸山隆平                             |           |
| 272 | 12月4日  | 20:00  | ドームまであと3日!!                                                  |           |
| 273 | 12月5日  | 20:00  | 二十祭 -マイプレイリストを作りな祭！丸山編-                          | [ 注 37 ] |
| 274 | 12月6日  | 20:00  | ドームまであと1日!!                                                  |           |
| 275 | 12月19日 | 20:00  | プレゼント渡しシーン from クイズ安田章大                             |           |
| 276 | 12月20日 | 20:00  | 二十祭 -マイプレイリストを作りな祭！横山編-                          | [ 注 37 ] |
| 277 | 12月24日 | 20:00  | クリスマスプレゼント交換会 2024                                      |           |
| 278 | 12月29日 | 20:00  | 二十祭 -マイプレイリストを作りな祭！安田編-                          | [ 注 37 ] |
| 279 | 12月31日 | 20:00  | 2024年の軌跡とキセキ                                                 |           |

### 2025年
| 回  | 配信日  | 配信時 | タイトル                                         | 備考      |
| --- | ------- | ------ | ------------------------------------------------ | --------- |
| 280 | 1月10日 | 20:00  | 二十祭 -マイプレイリストを作りな祭！大倉編-      | [ 注 37 ] |
| 281 | 1月26日 | 0:00   | バースデー企画〜クイズ村上信五2025〜             |           |
| 282 | 2月21日 | 20:00  | ショートムービー ∞海辺∞                          |           |
| 283 | 2月26日 | 20:00  | プレゼント渡しシーン from クイズ村上信五         |           |
| 284 | 3月3日  | 20:00  | スライドショー from クイズSUPER EIGHT            |           |
| 285 | 3月12日 | 20:00  | ショートムービー ∞楽屋TALK 和菓子∞               |           |
| 286 | 3月19日 | 20:00  | ショートムービー ∞楽屋TALK おかか∞               |           |
| 287 | 3月28日 | 20:00  | ショートムービー ∞楽屋TALK 和菓子 PART2∞         |           |
| 288 | 5月7日  | 20:00  | ショートムービー ∞ヒップ2∞                       |           |
| 289 | 5月9日  | 0:00   | 第3回クイズ横山裕                                |           |
| 290 | 5月16日 | 0:00   | 第3回クイズ大倉忠義                              |           |
| 291 | 7月10日 | 20:00  | プレゼント渡しシーン from 第3回クイズ大倉忠義    |           |
| 292 | 7月18日 | 20:00  | プレゼント渡しシーン from 第3回クイズ横山裕      |           |
| 293 | 8月13日 | 20:00  | プレゼント渡しシーンPart2 from 第3回クイズ横山裕 |           |

## ヨコヒナちゃんねる
『ヨコヒナちゃんねる』は、2022年6月2日から同年12月16日にかけて本動画内で配信されていた、横山裕と村上信五による動画コンテンツ。

### 概要（ヨコヒナちゃんねる）
- タイトルは横山（ヨコ）と村上（ヒナ）の愛称から付けられており、主に2人が中心となる動画コンテンツである[41]。
- 開始当初は、第1回のタイトル「18祭!曲をリクエストして楽しみな祭!」にある通り、関ジャニ∞のデビュー18周年記念野外ライブ『18祭』の楽曲投票の為に始まった[21][21][41]。
- 前述の夏のスタジアム公演としての『18祭』にまつわる動画だけでなく[41]、冬のドームツアーとしての『18祭』の動画も配信された[42]。
- 本コンテンツのフルバージョンは『関ジャニ∞TV』の性質上ファンクラブ限定となっているが、『18祭』の特設サイトに掲載されている動画の一部分を割愛したショートバージョンは、ファンクラブに加入していなくても動画を視聴出来る仕様になっている[43][注 38]。
- 基本的には横山と村上の2人のみの動画となるが、ゲストとして関ジャニ∞のメンバーが出演する場合もある[44][45]。

### 配信リスト（ヨコヒナちゃんねる）
※「回」欄は『ヨコヒナちゃんねる』としての通算回数。
| 回     | 配信日   | タイトル                             | ゲスト                       |
| ------ | -------- | ------------------------------------ | ---------------------------- |
| 1      | 6月2日   | 18祭!曲をリクエストして楽しみな祭!   | 無し                         |
| 2      | 6月21日  | 18祭!曲をリクエストして楽しみな祭!#2 | 無し                         |
| 3      | 6月28日  | 18祭!うちわを用意して楽しみな祭!     | 丸山隆平                     |
| 4      | 7月5日   | 18祭!グッズを持って楽しみな祭!       | 安田章大                     |
| 5      | 7月12日  | 18祭!楽しみな祭!本番直前!            | 無し                         |
| 6      | 7月31日  | ヨコヒナちゃんねる〜アプリ編〜       | 無し                         |
| 7      | 11月10日 | 18祭!冬も楽しみな祭!                 | 無し                         |
| 8      | 11月17日 | 18祭!冬もグッズを持って楽しみな祭!   | 丸山隆平、安田章大、大倉忠義 |
| 9      | 11月24日 | 18祭!夏の復習をして楽しみな祭!       | 丸山隆平、安田章大、大倉忠義 |
| 10     | 12月1日  | 18祭!丸山の復習をして楽しみな祭!     | 丸山隆平、安田章大、大倉忠義 |
| 11     | 12月15日 | 18祭!ERライトを設定して楽しみな祭!   | 大倉忠義                     |
| 12(終) | 12月16日 | いよいよ明日!18祭!楽しみな祭!        | 無し                         |